# Flam
Ein Flam (auch Schleifschlag, Schleppstreich oder einfacher Vorschlag genannt) ist meist in Noten des Schlagwerks zu finden. Zwei Schläge (Vorschlag und Hauptschlag) erfolgen sehr dicht aufeinander (Im Allgemeinen kommen nur der einfache bis zum vierfachen Vorschlag zur Anwendung).